# Schwingspule
Eine Schwingspule ist bei Schallwandlern eine elektrische Spule, die als Antriebssystem des Wandlers dient. Anwendung sind unter anderem elektrodynamische Lautsprecher oder Basslautsprecher. Bei identischem Funktionsprinzip ist bei dynamischen Mikrofonen die alternative Bezeichnung Tauchspule üblich.

## Aufbau

Querschnitt eines dynamischen Lautsprechers mit Schwingspule

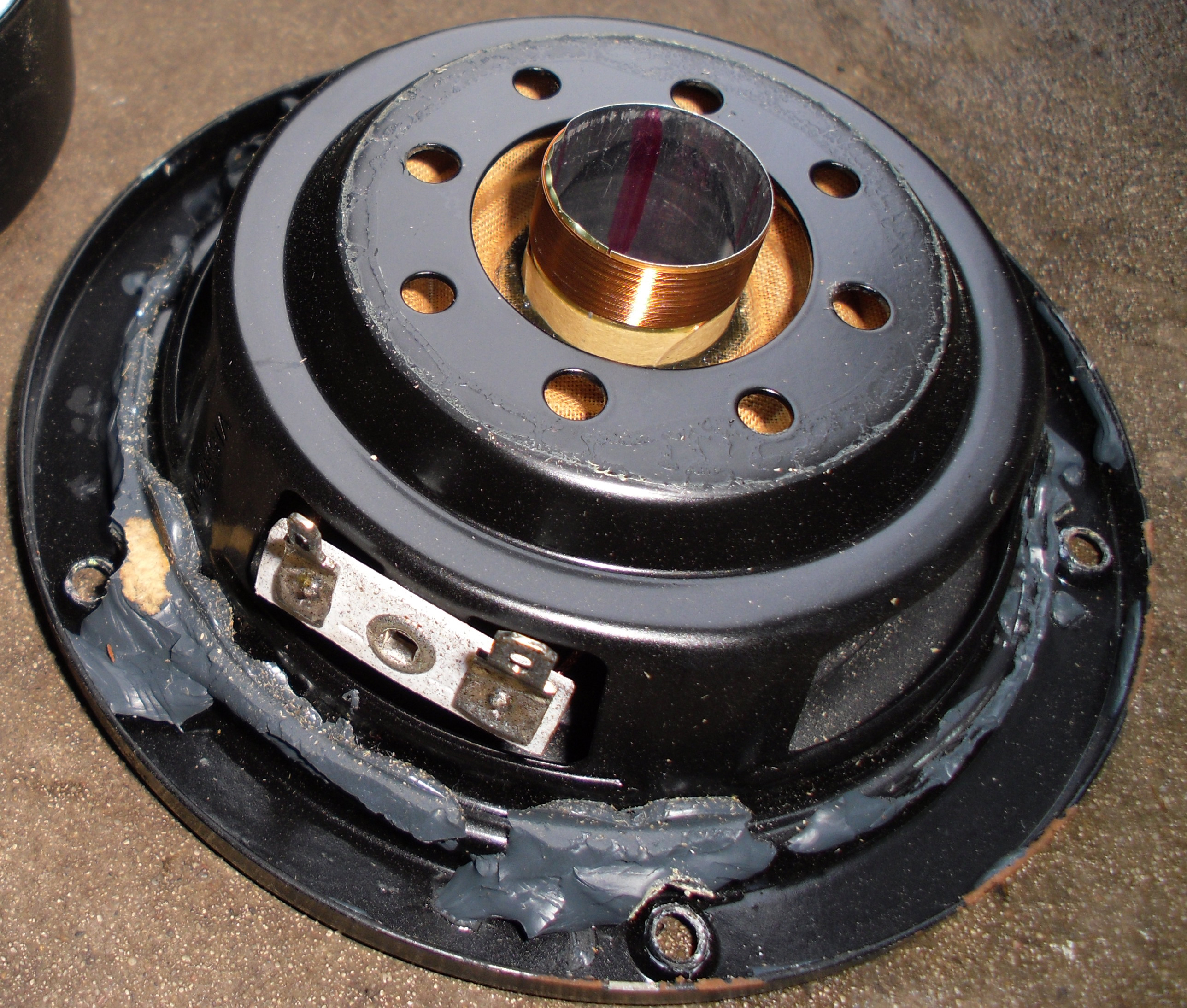
Schwingspule ohne Magnet

Die Schwingspule besteht aus dünnem Kupferlackdraht, der auf dem sogenannten Schwingspulenträger aufgewickelt und verklebt ist. Die so gebildete dünne Spule taucht in den Luftspalt eines Permanentmagneten ein, in dem sich ein starkes Magnetfeld befindet. Der Spulenträger ist mit der Membran des Lautsprechers verbunden. Das durch Stromdurchfluss entstehende magnetische Wechselfeld lenkt die Schwingspule nach innen und außen aus. Diese bewegt die daran befestigte Membran und diese die anliegende Luft, wodurch die elektrischen Schwingungen in Luftschall umgesetzt werden.
Früher wurden statt Permanentmagneten auch Elektromagnete zum Aufbau des Spaltmagnetfeldes verwendet, da ausreichend starke Permanentmagnete noch nicht verfügbar oder teuer waren. Die Elektromagnete dienten in Röhrenempfängern zugleich als Glättungsdrossel für die Anodenspannungsquelle. 
Aufgrund der elektromagnetischen Induktion wird bei einer Bewegung der Membran auch eine Spannung in der Schwingspule induziert. Diesen Umstand macht man sich bei dynamischen Mikrofonen wie dem Tauchspulenmikrofon zunutze.
Lautsprecher eignen sich schlecht als dynamisches Mikrofon, da die Masse der Membran hohen Frequenzen nur schlecht folgen kann. Außerdem ist ihre Quellimpedanz und damit die Spannung der erzeugten Niederfrequenz sehr klein.
Es existieren auch selbsttragende Bauformen von Schwingspulen, bei denen der Spulendraht einen rechteckigen Querschnitt aufweist und innerhalb der Windungen vollflächig miteinander verklebt ist. Auch Aluminiumdraht wird verwendet. Seine geringere Masse kommt einer besseren Impulswiedergabe des Lautsprechers zugute.

## Ansprechverhalten
Der übertragbare Frequenzbereich reicht je nach Bauart vom Infraschall- bis weit in den Ultraschallbereich hinein. Nach oben wird er durch die Masse des bewegten Systems (Schwingspule und Membran) begrenzt. So können z. B. die schweren Spulen von großen Tiefton-Lautsprechern nur bis in den unteren Kilohertz-Bereich der Frequenz der angelegten Spannung folgen, für höhere Frequenzen ist die Massenträgheit zu groß. Deshalb teilen hochwertige Lautsprecherboxen das Frequenzspektrum auf mehrere unterschiedliche Lautsprecher auf (Mehrwegeboxen oder separate Boxen, Subwoofer).